# Rualena rua
Rualena rua là một loài nhện trong họ Agelenidae.
Loài này thuộc chi Rualena. Rualena rua được Ralph Vary Chamberlin miêu tả năm 1919.